# ناحیه لا سال، میشیگان
ناحیه لا سال (به انگلیسی: La Salle Township) یک منطقهٔ مسکونی در ایالات متحده آمریکا است که در شهرستان مونرو، میشیگان واقع شده‌است.
 ناحیه لا سال  ۴,۸۹۴ نفر جمعیت دارد و ۱۸۴ متر بالاتر از سطح دریا واقع شده‌است.